# Radio Skonto
Radio Skonto — латвийская музыкальная радиостанция в Риге. Станция была создана в 1993 году.

## История
Radio Skonto начали основывать Арвидс Мурниекс и Иво Бауманис. Радиостанция должна была стать альтернативой Latvijas Radio 1. Радиостанция в Риге начала вещание в 15 декабря 1993 году.
В 1996 году в сотрудничестве с американской медиа-компанией Metromedia, Radio Skonto изменило свою программу в пользу популярной музыки. Основываясь на международном опыте, на радиостанции играли самые популярные песни.
В настоящее время, Radio Skonto имеет одну студию:
- Рига, улица Кришьяня Валдемара 100

## Вещание
| Город      | Частота   |
| ---------- | --------- |
| Рига       | 107,2 MHz |
| Валмиера   | 97,0 MHz  |
| Цесвайне   | 99,8 MHz  |
| Лимбажи    | 92,8 MHz  |
| Цесис      | 97,6 MHz  |
| Валка      | 94,6 MHz  |
| Гулбене    | 96,7 MHz  |
| Салацгрива | 88,0 MHz  |
| Балви      | 92,2 MHz  |
| Екабпилс   | 94,7 MHz  |
| Лиепая     | 97,5 MHz  |
| Вентспилс  | 100,5 MHz |
| Талси      | 87,5 MHz  |
| Кулдига    | 96,9 MHz  |
| Броцены    | 98,1 MHz  |
| Айзпуте    | 96,6 MHz  |
| Даугавпилс | 106,1 MHz |